# Estigmene confluens
Estigmene confluens är en fjärilsart som beskrevs av Rothschild 1914. Estigmene confluens ingår i släktet Estigmene och familjen björnspinnare. Inga underarter finns listade i Catalogue of Life.